# کیوسوکه ماچیدا
کیوسوکه ماچیدا (انگلیسی: Kyosuke Machida؛ زادهٔ ۲۲ ژوئن ۱۹۳۶) بازیگر اهل ژاپن است.